# Cenne da la Chitarra
Cenne da la Chitarra o anche Cene o Cenne delle Chitarre o Cenne della Chitarra o anche Bencivenne de la Chitarra (Arezzo, XIII secolo – Arezzo, 1336) è stato un paroliere e giullare italiano.

## Biografia
Il suo nome è un ipocoristico di Bencivenne. La sua data di morte oscilla tra il 1322 e il 1336. L'epiteto "da la chitarra" gli venne dallo strumento musicale col quale accompagnava il canto dei suoi versi. Appartenne ai cosiddetti poeti giocosi toscani. 
L'unica sua opera pervenuta ad oggi è una Risposta per contrarî, di stile tipicamente burlesco, che diede ai Sonetti de' mesi del contemporaneo Folgóre da San Gimignano, trasformando in enueg (provenzale per "noie, fastidi") i piaceri (plazer) che quest'ultimo aveva cantato per ogni singolo mese. Mentre Folgore nel suo scritto esaltò per ogni mese i divertimenti ed i piaceri tipici dell'aristocrazia trecentesca toscana, Cenne portò alle estreme conseguenze la parodia rovesciando completamente la visione del mondo da descrivere, trasformato quindi in una comunità di corrotti, pervertiti e avari, abitanti in capanne e paludi. 
L'intento di Cenne fu anche polemico nei confronti di un mondo cortese ormai avviato verso un inevitabile declino e la sua opera si rivelò preziosa dal punto di vista letterario, culturale e dei costumi.
A questa "tenzone poetica" medioevale ha fatto esplicito cenno il cantautore Francesco Guccini nella sua Canzone dei dodici mesi.